# Lompnas
Lompnas település Franciaországban, Ain megyében. Lakosainak száma 162 fő (2022. január 1.). Lompnas Bénonces, Innimond, Marchamp, Ordonnaz és Seillonnaz községekkel határos.

## Népesség
A település népességének változása:
| Lakosok száma | 150  | 126  | 137  | 174  | 160  | 167  | 168  | 164  | 162  | 162  |
|               | 1968 | 1982 | 1990 | 2006 | 2013 | 2015 | 2017 | 2019 | 2020 | 2022 |